# Heide-Express
Unter dem Namen Heide-Express vermarktet die Arbeitsgemeinschaft Verkehrsfreunde Lüneburg e. V. (AVL) Fahrten mit ihren historischen Eisenbahnfahrzeugen über das Netz der Schieneninfrastruktur Ost-Niedersachsen GmbH (zuvor Netz der Osthannoverschen Eisenbahnen, OHE) sowie der vereinseigenen Bleckeder Kleinbahn UG, einem Eisenbahninfrastrukturunternehmen, das die ehemalige OHE-Strecke Lüneburg–Bleckede betreibt.

## Geschichte
Die AVL wurde am 6. Mai 1981 gegründet, um historische Schienenfahrzeuge betriebsfähig zu erhalten sowie über Verkehrsfragen, vornehmlich im Bereich der Eisenbahn, zu diskutieren. Mit Fahrzeugen der OHE konnten Sonderfahrten auf deren nördlichen Strecken, von Lüneburg und Winsen aus, durchgeführt werden.
1983 kaufte der Verein erste Waggons und in den folgenden fünf Jahren wurden weitere Reisezugwagen, ein Güterwagen sowie einige Lokomotiven und ein Triebwagen-Anhänger gekauft. Unter diesen war auch die Lok V 280 der EVB, die durch die AVL wieder in den Ursprungszustand als V46-01 der Kleinbahn Voldagsen-Duingen-Delligsen versetzt wurde. 1989 wurde östlich von Amelinghausen an der Strecke nach Lüneburg ein neuer Haltepunkt in Betrieb genommen, der nach einem nahen Ausflugsziel den Namen „Schafstall“ erhielt.
Die Fahrzeugsammlung wurde in den Folgejahren stetig ausgebaut, unter anderem erwarb der Verein aus den Niederlanden einen Triebwagen, der zuvor bei der OHE im Einsatz war. Zudem bekam der Heide-Express mehrere Auftritte in Fernsehsendungen, insbesondere bei Serien des NDR, aber auch bei Produktionen mehrerer Privatsender.
Im Jahr 1997 kam es zur Gründung der Touristik-Eisenbahn Lüneburger Heide GmbH (TEL) als Wirtschaftsbetrieb des Vereins. Diese Gesellschaft erhielt 1998 eine 15 Jahre währende Konzession als Eisenbahnverkehrsunternehmen und ist somit heute auch die Betriebsführungsgesellschaft des Vereins.
Mehrere Bahnsteige wurden in der zweiten Hälfte der 1990er Jahre erneuert oder neu aufgebaut, so in Amelinghausen und Salzhausen. Nach dem Abbau des alten Bahnhofs in Niedermarschacht durch die OHE musste dort am etwa 1 km davor liegenden neuen Streckenende ein neuer Haltepunkt mit dem Namen Niedermarschacht Achterdeich errichtet werden. Auch Luhdorf erhielt einen neuen Haltepunkt.
Im Jahr 2000 überführte die AVL sechs ursprünglich für die OHE gebaute Großraum-Dieseltriebwagen aus Italien wieder in die Lüneburger Heide. Vier dieser Triebwagen wurden an die Prignitzer Eisenbahn verkauft (einer davon fährt heute für die Mittelweserbahn), die beiden anderen blieben im Besitz des Vereins. Über fünf Jahre lang wurde der GDT 0518 aufgearbeitet, seit 2005 steht auch dieser Triebwagen für Fahrten zur Verfügung. Ein weiterer Fahrzeugzuwachs kam 2005: Die AVL kaufte die Lok 120069 von der OHE, um mit dieser die Fahrten des Heide-Express durchzuführen, während die V46-01 eine Hauptuntersuchung (HU) erhielt. Nach Fertigstellung der HU und Ablauf der Untersuchungsfristen an der „neuen“ Lok wurde diese jedoch im Jahr 2007 wieder verkauft.
Im Jahr 2019 erwarb die AVL durch eine Spendenaktion finanziert den Triebwagen DT 0511 von der Ilmebahn. Dieses ehemalige OHE-Fahrzeug wurde noch bis 2006 von der OHE für gelegentliche Sonderfahrten auf dem eigenen Streckennetz genutzt, bis es gründlich aufgearbeitet an die Ilmebahn in Einbeck verkauft wurde. Dort wurde es ebenfalls für Sonderfahrten eingesetzt; nach der Reaktivierung des Personenverkehrs auf der Strecke hatte die Ilmebahn jedoch keine Verwendung mehr für das Fahrzeug. Da der Triebwagen noch über gültige Fristen verfügte, konnte er nach der Überführung nach Lüneburg sogleich eingesetzt werden.

## Aktivitäten
Neben dem Betrieb veranstaltet der Verein regelmäßig Vorträge und Modellbahnbörsen, gelegentlich Filmvorstellungen oder Ausstellungen, vornehmlich in Lüneburg. Dazu werden auch Exkursionen durchgeführt.

### Betrieb heute
Der Heide-Express fährt heute auf Strecken rund um Lüneburg, Winsen, Soltau, Celle sowie Walsrode.
Dabei wird mehrmals jährlich in den Sommermonaten zu bestimmten Anlässen gefahren.
Einen Schwerpunkt der Aktivitäten bilden regelmäßige Fahrten auf der Bleckeder Kleinbahn (Bahnstrecke Lüneburg–Bleckede). Die Fahrten werden i. d. R. an jedem Sonntag im Monat von Mai bis September durchgeführt, dazu kommen einzelne weitere Fahrtage zu besonderen Anlässen. An mehreren Fahrtagen im Jahr besteht in Bleckede Anschluss an den Raddampfer Kaiser Wilhelm, womit dort eine Verbindung von und nach Lauenburg ermöglicht wird.
Außerdem verkehren Anfang Dezember die beliebten Nikolauszüge, welche an verschiedenen Wochenenden von unterschiedlichen Bahnhöfen im OHE-Netz abfahren.
Befahren werden die folgenden Verbindungen:
- Winsen (Luhe)–Niedermarschacht
- Winsen (Luhe)–Salzhausen–Hützel
- Lüneburg–Bleckede (–Waldfrieden)
- Lüneburg Süd–Amelinghausen–Hützel (teilw. –Soltau)
- Celle–Hankensbüttel–Wittingen
- Celle–Beckedorf–Hermannsburg–Müden (Örtze)
- Walsrode–Bomlitz

In Zusammenarbeit mit anderen Vereinen werden die Fahrzeuge der AVL gelegentlich auch auf anderen Strecken zu Sonderzugfahrten eingesetzt.

## Fahrzeuge

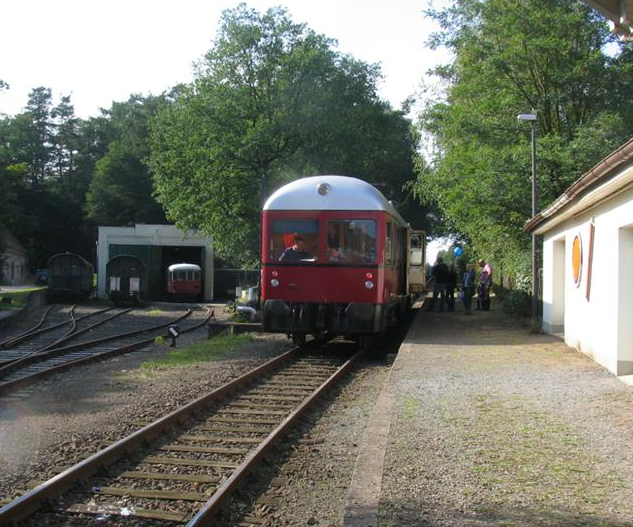
GDT 0518 im Werkbahnhof Bomlitz am 24. September 2011

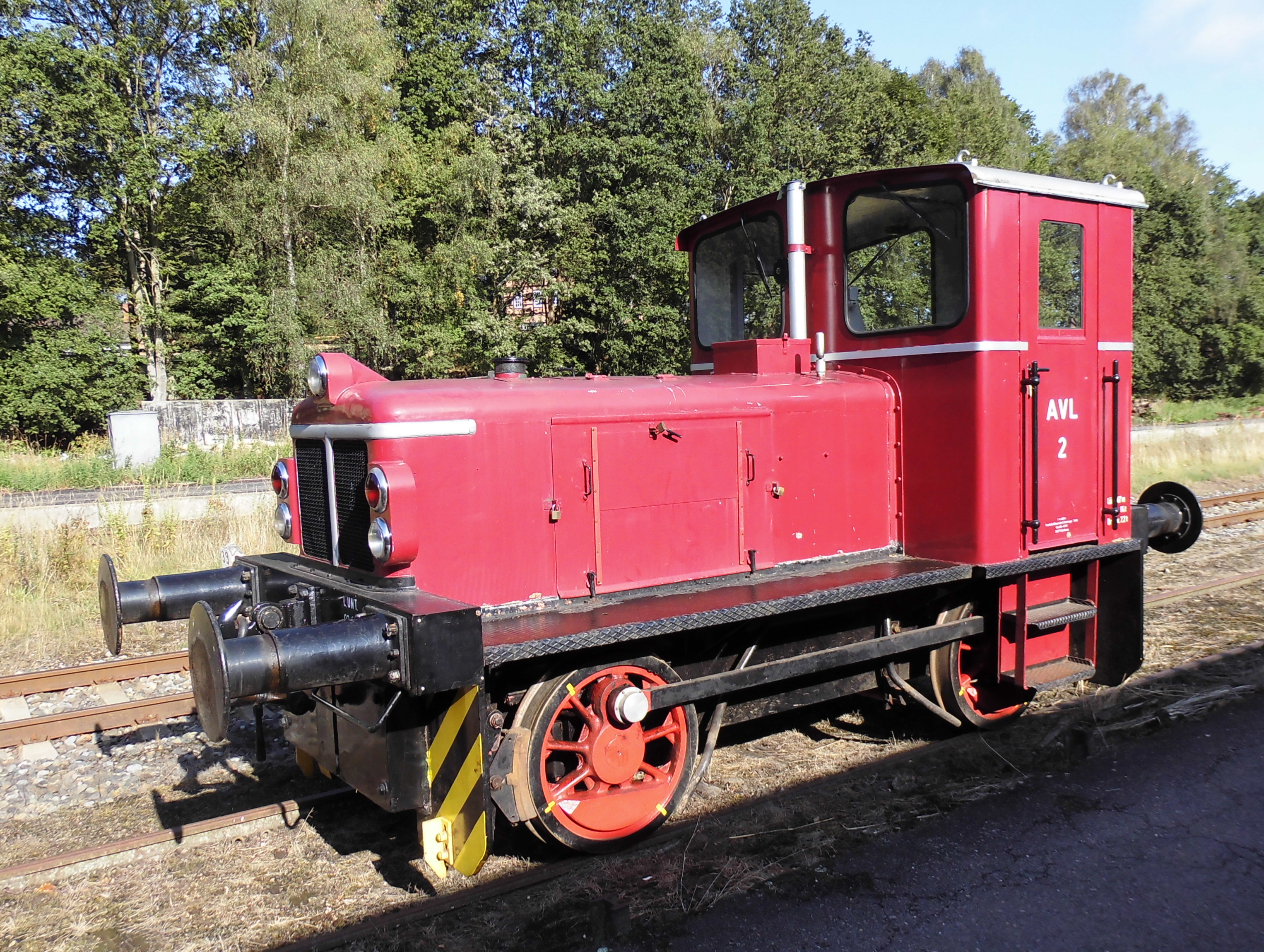
Deutz KS55 B im Bahnhof Bispingen am 20. August 2014

Die Fahrzeuge der AVL kommen in verschiedenen Kombinationen zum Einsatz. Bei den Fahrten des Heide-Express werden meist die V46-01 oder die ebenfalls bei der TEL eingestellte 230 41 mit Zügen aus Umbau- und Plattformwagen oder der GDT 0518 eingesetzt. An den Fahrtagen auf der Bleckeder Kleinbahn wird am häufigsten der GDT 0518 mit einem gedeckten Güterwagen, beispielsweise dem 1017, für den Fahrradtransport eingesetzt.

### Lokomotiven und Triebwagen
| Fahrzeug       | Betriebsnummer | Bauart                      | Anmerkungen   |
| -------------- | -------------- | --------------------------- | ------------- |
| Kleinlok       | 1              | Deutz LM216R                | Denkmal       |
| Kleinlok       | 2              | Deutz KS 55 B               | betriebsfähig |
| Streckenlok    | V9             | MaK 240 B                   | abgestellt    |
| Streckenlok    | 230 41         | Deutz KS 230 B              | betriebsfähig |
| Streckenlok    | 2000 92        | KHD DG 2000 CCM             | abgestellt    |
| Streckenlok    | V 46-01        | MaK 600 D                   | betriebsfähig |
| Streckenlok    | D.L. 00601     | WR 200 B                    | betriebsfähig |
| Triebwagen     | DT 0502        | Talbot; Motor: Deutz A6M417 | abgestellt    |
| Triebwagen     | DT 0504        | Gotha                       | betriebsfähig |
| Triebwagen     | DT 0508        | Wismarer Schienenbus        | betriebsfähig |
| Triebwagen     | DT 0511        | Wismar                      | betriebsfähig |
| Triebwagen     | VT 125         | NE 81                       | abgegeben     |
| Triebwagen     | GDT 0515       | MaK GDT                     | abgestellt    |
| Triebwagen     | GDT 0518       | MaK GDT                     | betriebsfähig |
| Kleinwagen     | Skl 51-02      | Sollinger Hütte K 1093      | betriebsfähig |
| Zweiwegebagger | Bager II       | Atlas 1604K ZW              | betriebsfähig |

### Personenwagen
| Fahrzeug                  | Betriebsnummer | Bauart                                                              | Anmerkungen                  |
| ------------------------- | -------------- | ------------------------------------------------------------------- | ---------------------------- |
| Sitzwagen „Amelinghausen“ | 0002           | B3yg – Dreiachsiger Umbauwagen                                      | betriebsfähig                |
| Sitzwagen „Lüneburg“      | 0003           | B3yg – Dreiachsiger Umbauwagen                                      | abgegeben                    |
| Sitzwagen „Bleckede“      | 0004           | B3yg – Dreiachsiger Umbauwagen                                      | abgegeben                    |
| Buffetwagen „Egestorf“    | 0005           | BR3yg – Dreiachsiger Umbauwagen mit Buffetbereich                   | abgestellt/steht zum Verkauf |
| Sitzwagen „Scharnebeck“   | 0006           | B3yg – Dreiachsiger Umbauwagen                                      | Frist fällig                 |
| Sitzwagen                 | 0011           | Ci („Donnerbüchse“) – Zweiachsiger Abteilwagen der Vorkriegsbauart  | betriebsfähig                |
| Buffetwagen               | 0012           | CRi („Donnerbüchse“) – Zweiachsiger Buffetwagen der Vorkriegsbauart | Frist fällig                 |
| Sitzwagen „Winsen / Luhe“ | 0016           | AB3yg – Dreiachsiger Umbauwagen mit 1. und 2. Klasse                | abgegeben                    |
| Sitzwagen                 | 0023           | Ci („Donnerbüchse“) – Zweiachsiger Abteilwagen der Vorkriegsbauart  | abgestellt                   |
| Sitzwagen                 | 0034           | B3yg – Dreiachsiger Umbauwagen                                      | in Aufarbeitung              |
| Gesellschaftswagen        | 0115           | Pw4ü-30 – Gepäck- und Gesellschaftswagen der 1930er Jahre           | abgegeben                    |
| Triebwagenanhänger        | 0304           | ---                                                                 |                              |
| Gesellschaftswagen        | 1990           | Bpw 4 – Gesellschaftswagen mit Packabteil                           | betriebsfähig                |
| Personenwagen             | 2001           | B4ü - Vierachsgier Großraumwagen                                    | HU 12/2024                   |
| Personenwagen             | 2003           | AB4ü - Vierachsgier Abteil/-Großraumwagen                           | in Aufarbeitung              |
| Steuerwagen               | VS 200         | NE 81 – Steuerwagen der Nebenbahn-Baureihe NE 81                    | abgegeben                    |

### Güterwagen und sonstige Waggons
| Fahrzeug           | Betriebsnummer | Fahrzeugart                                                   | Anmerkungen     |
| ------------------ | -------------- | ------------------------------------------------------------- | --------------- |
| Werkstattwagen     | 0109           | Post-mr/a – Ehemaliger Postwagen, als Werkstattwagen umgebaut | verschrottet    |
| Packwagen          | 0110           | Pw – Packwagen (Gepäckwagen für Reisezüge)                    | verkauft        |
| Packwagen          | 0115           | ---                                                           | verkauft        |
| Packwagen          | 0125           | Pwgs – Gepäckwagen mit Dienstabteil                           | verkauft        |
| Packwagen          | 0138           | OHE Pwi – Packwagen der Osthannoverschen Eisenbahnen          | in Aufarbeitung |
| Ged. Güterwagen    | 1007           | Gls 205 – Geschlossener Güterwagen mit Lüftungsklappen        | betriebsfähig   |
| Kesselwagen        | 1013           | Z – Kesselwagen für Flüssigkeiten oder Gase                   | rollfähig       |
| Ged. Güterwagen    | 1017           | Glmns – Geschlossener Güterwagen mit mittlerer Ladelänge      | betriebsfähig   |
| Ged. Güterwagen    | 1018           | Ghs – Geschlossener Güterwagen mit höherer Tragfähigkeit      | verkauft        |
| Kesselwagen        | 1019           | Z – Kesselwagen für Flüssigkeiten oder Gase                   | verkauft        |
| Güterwagen         | 1029           | G – Geschlossener Güterwagen                                  | rollfähig       |
| Ged. Güterwagen    | 1054           | G – Geschlossener Güterwagen                                  | rollfähig       |
| Güterwagen         | 1056           |                                                               | abgestellt      |
| Güterwagen         | 1073           |                                                               | abgestellt      |
| Güterwagen         | 1074           |                                                               | abgestellt      |
| Güterwagen         | 1076           |                                                               | rollfähig       |
| Güterwagen         | 1077           |                                                               | rollfähig       |
| Güterwagen         | 1078           |                                                               | rollfähig       |
| Brückenprüfer      | 1138           | Brückenprüfwagen                                              | rollfähig       |
| Flachwagen         | 1150           | X – Flachwagen oder Bahndienstwagen                           | in Aufarbeitung |
| Flachwagen         | 1151           | X – Flachwagen oder Bahndienstwagen                           | abgestellt      |
| Flachwagen         | 1152           | X – Flachwagen oder Bahndienstwagen                           | betriebsfähig   |
| Rungenwagen        | 1163           | Laas                                                          | in Aufarbeitung |
| Flachwagen         | 1166           | Typ TWA 580                                                   | rollfähig       |
| Ged. Güterwagen    | 1168           | G – Geschlossener Güterwagen                                  | abgestellt      |
| Rungenwagen        | 1169           | Rklmm – Rungenwagen mit niedriger Bordwand                    | rollfähig       |
| Rungenwagen        | 1170           | Rungenwagen mit niedriger Bordwand                            | rollfähig       |
| Flachwagen         | 1171           | X – Flachwagen oder Bahndienstwagen                           | abgestellt      |
| Flachwagen         | 1173           | X – Flachwagen oder Bahndienstwagen                           | abgestellt      |
| Flachwagen         | 1191           | X – Flachwagen oder Bahndienstwagen                           | abgestellt      |
| Güterwagen         | 1195           |                                                               | rollfähig       |
| Flachwagen         | 1196           | X – Flachwagen oder Bahndienstwagen                           | rollfähig       |
| Güterwagen         | 1200           |                                                               | rollfähig       |
| Güterwagen         | 1203           |                                                               | rollfähig       |
| Güterwagen         | 1207           |                                                               | rollfähig       |
| Güterwagen         | 1459           | Schüttgutwagen                                                | abgestellt      |
| offener Güterwagen | 1467           | E - offener Güterwagen                                        | rollfähig       |
| Güterwagen         | 1700           |                                                               | abgestellt      |
| Güterwagen         | 1764           |                                                               | abgestellt      |
| Güterwagen         | 1765           |                                                               | abgestellt      |

Früher kamen bei einigen Fahrten auch Lokomotiven der Osthannoverschen Eisenbahnen zum Einsatz. Dies war insbesondere bei Fahrten im Raum Celle der Fall.